# Acondroplazie

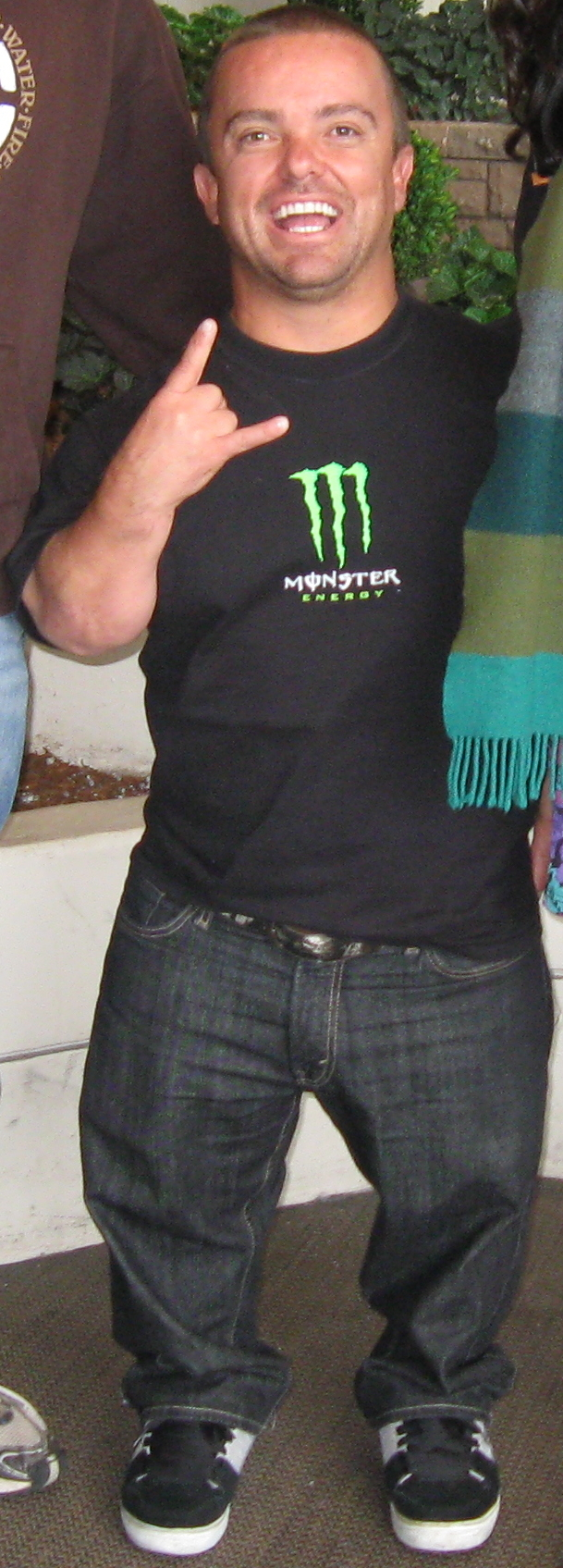
Jason Acuña(actor cu acondroplazie

Acondroplazia este o tulburare genetică care are ca rezultat nanismul .  La cei cu această afecțiune brațele și picioarele sunt scurte, în timp ce torsul este de obicei de lungime normală. Cei afectați au o înălțime medie de 131 cm bărbații și 123 cm femeile.  Alte caracteristici includ un cap mărit și fruntea proeminentă . Nu afectează inteligența .  
Acondroplazia se datorează unei mutații a genei receptorului 3 al factorului de creștere a fibroblastului ( FGFR3 ).  În aproximativ 80% din cazuri, aceasta apare ca o nouă mutație în timpul dezvoltării timpurii.  În celelalte cazuri, este moștenit de la părinții cuiva în mod autosomal dominant .  Cei cu două gene afectate nu supraviețuiesc de obicei .  Diagnosticul se bazează, în general, pe simptome, dar poate fi susținut de testări genetice dacă nu este sigur. 
Tratamentele pot include grupuri de sprijin și terapie cu hormoni de creștere .  Pot fi necesare eforturi pentru tratarea sau prevenirea complicațiilor, cum ar fi obezitatea, hidrocefalia, apneea obstructivă de somn, infecțiile urechii medii sau stenoza spinală .  Speranța de viață a celor afectați este cu aproximativ 10 ani mai mică decât media.  Starea afectează aproximativ 1 din 27.500 de persoane.  Procentele sunt mai mari în Danemarca și America Latină .  Cel mai scund adult cunoscut cu afecțiunea este Jyoti Amge la 62,8 centimetre (2 ft 0,7 in)     . 

## Semne și simptome
- dismism disproporționat
- scurtarea membrelor proximale (numită scurtare rizomelică)
- degete scurte cu mâinile trident
- cap mare, cu fruntea proeminentă, sef frontal
- zona mediană a feței îngustă,  cu puntea nazală aplatizată
- cifoza spinării (curbura convexă) sau lordoza (curbura concavă)
- diformități Varus (bowleg) sau valgus (genunchi care trosnește)
- frecvente infecții ale urechilor (din cauza blocajelor trompelor lui Eustache), apnee în somn (care poate fi centrală sau obstructivă ) și hidrocefalie

## Cauze
Acondroplazia este cauzată de o mutație a genei receptorului 3 ( FGFR3 ) al factorului de creștere a fibroblastului .  Această genă este responsabilă în principal de crearea de receptori 3 ai factorului de creștere a fibroblastelor. Această proteină contribuie la producerea de colagen și a altor componente structurale în țesuturi și oase.  Atunci când gena FGFR3 este mutată, aceasta interferează cu modul în care această proteină interacționează cu factorii de creștere care duc la complicații cu producția osoasă. Cartilajul nu este capabil să se dezvolte pe deplin în os, ceea ce face ca individul să fie disproporționat mai scurt în înălțime. 
În dezvoltarea normală, FGFR3 are un efect regulator negativ asupra creșterii osoase. În achondroplazie, forma mutată a receptorului este activă în mod constitutiv și aceasta duce la oase scurtate sever. Efectul este dominant genetic, o copie mutantă a genei FGFR3 fiind suficientă pentru a provoca achondroplazie, în timp ce două copii ale genei mutante sunt invariabil fatale (letale recesive) înainte sau la scurt timp după naștere (cunoscută sub numele de alelă letală ). O persoană cu achondroplazie are astfel o șansă de 50% de a trece nanismul la fiecare dintre urmașii lor. Persoanele cu achondroplazie pot fi născute din părinți care nu au afecțiune din cauza mutației spontane . 
Achondroplazia poate fi moștenită prin dominanța autosomală. În cuplurile în care un partener are acondroplazie există șanse de 50% de a trece tulburarea asupra copilului lor în fiecare sarcină. În situațiile în care ambii părinți au achondroplazie, există o șansă de 50% ca copilul să aibă achondroplazie, 25% șanse ca copilul să nu o facă și 25% șanse ca copilul să moștenească gena de la ambii părinți, ceea ce duce la o dublă dominare și duce la moarte. . 
Studiile au demonstrat că noile mutații ale genelor pentru achondroplazie sunt moștenite exclusiv de la tată și apar în timpul spermatogenezei ; se teoretizează că oogeneza are un mecanism de reglare care împiedică transmiterea mutației la femei.     Frecvența mutațiilor din spermă care duce la achondroplazie crește proporțional cu vârsta paternă, precum și în proporție cu expunerea la radiații ionizante .  Rata de apariție achondroplazie la copiii taților de peste 50 de ani   varsta de 1 ani   în 1875 comparativ cu 1   în 15.000 în populația generală. 
Există alte două sindroame cu o bază genetică similară cu achondroplazia: hipocondroplazia și displazia thanatoforică . 

## Diagnostic

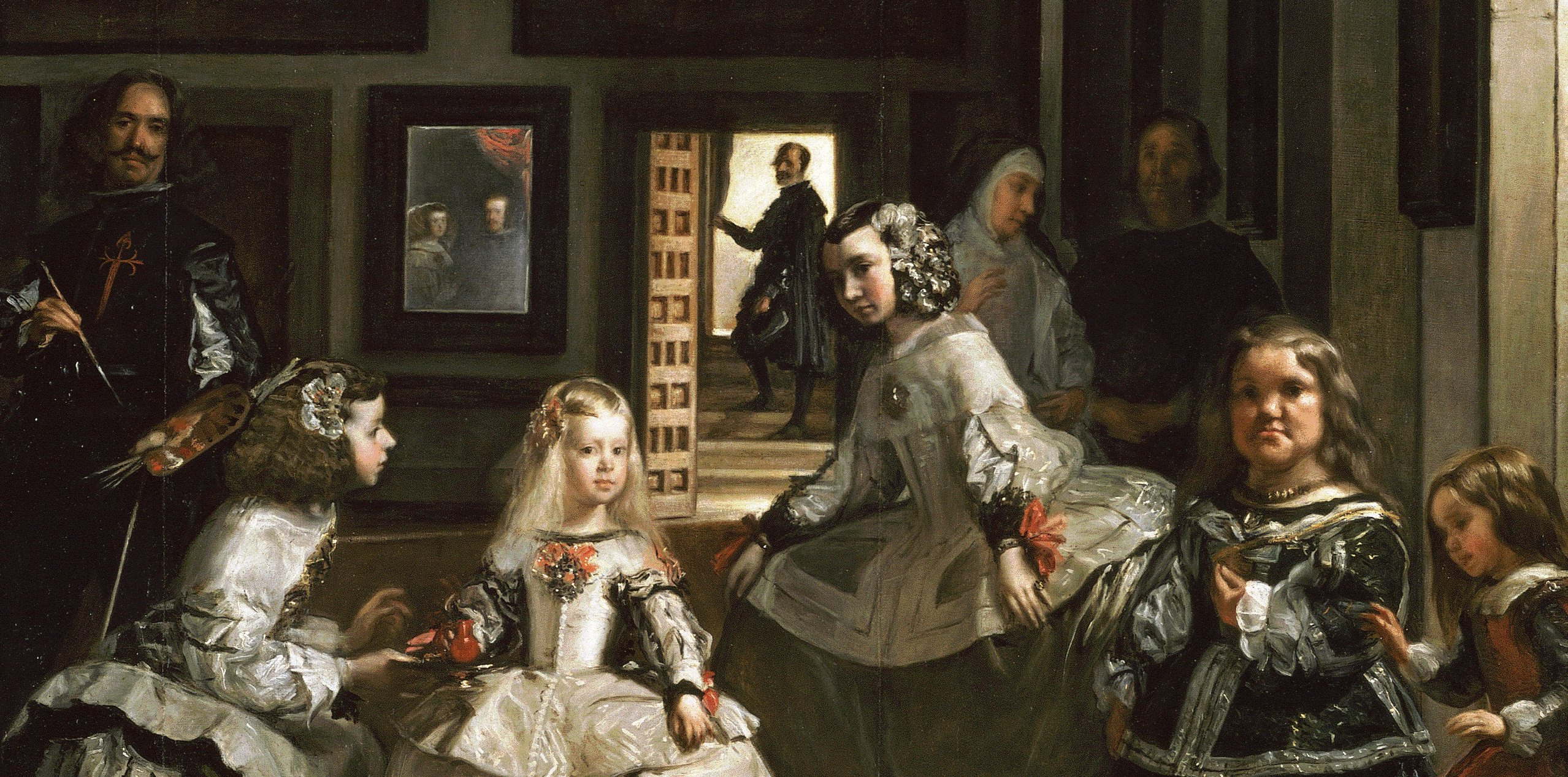
Detaliu de Las Meninas de Diego Velázquez (1656), în care se arată Maribarbola și Nicolasito Pertusato (dreapta), pitici acondroplastici în anturajul Infantei Margarita

Acondroplazia poate fi detectată înainte de naștere prin ecografie prenatală . Un test ADN poate fi efectuat înainte de naștere pentru a detecta homozigozitatea, în care sunt moștenite două copii ale genei mutante, o condiție letală care duce la nașteri . Caracteristicile clinice includ megalocefalia, membrele scurte, fruntea proeminentă, cifoza toracolbară și hipoplazia feței mijlocii.  Se pot observa complicații precum malocluzia dentară, hidrocefalie și otite medii repetate.  Riscul de deces la început este crescut datorită probabilității de compresie a măduvei spinării cu sau fără obstrucție a căilor respiratorii superioare. 

### Examinări radiologice
Un sondaj scheletic este util pentru a confirma diagnosticul de acondroplazie. Craniul este mare, cu un magnum foramen îngust și o bază relativ mică a craniului. Corpurile vertebrale sunt scurte și aplatizate cu o înălțime a discului intervertebral relativ mare și există un canal spinal îngustat congenital. Aripile iliace sunt mici și pătrate, cu o crestătură îngustă sciatică și acoperișul acetabular orizontal.   Oasele tubulare sunt scurte și groase, cu cupping metafizic și plăci de creștere neplăcute și neregulate.  Este prezentă supraagregarea fibrelor. Mâna este largă, cu metacarpali și falange scurte și o configurație tridentă. Coastele sunt scurte cu capetele anterioare cuplate.  Dacă caracteristicile radiografice nu sunt clasice, ar trebui să se încerce o căutare pentru un diagnostic diferit. Din cauza structurii osoase extrem de deformate, persoanele cu achondroplazie sunt adesea „ duble articulații ”. Diagnosticul poate fi făcut prin ecografie fetală prin discordanță progresivă între lungimea femurului și diametrul biparietal în funcție de vârstă. Configurația mâinii trident poate fi văzută dacă degetele sunt complet întinse. 
O altă caracteristică distinctivă a sindromului este gibusul de toracolumbar în perioada neonatală.  

## Tratament
Nu se cunoaște leacul pentru acondroplazie, chiar dacă a fost găsită cauza mutației în receptorul factorului de creștere. Deși utilizat de cei fără achondroplazie pentru a ajuta la creștere, hormonul de creștere uman nu ajută persoanele cu achondroplazie (care implică o cale hormonală diferită). Cu toate acestea, dacă se dorește, operația controversată de prelungire a membrelor va prelungi picioarele și brațele cuiva cu achondroplazie. 
De obicei, cele mai bune rezultate apar în primul și al doilea an de terapie.  După al doilea an de terapie cu hormoni de creștere, creșterea benefică a oaselor scade.  Prin urmare, terapia GH nu este un tratament satisfăcător pe termen lung.  

## Complicații

### Copii
Copiii cu achondroplazie au adesea mai puțin tonus muscular; din această cauză este obișnuit ca aceștia să aibă întârzieri în mișcare și abilități motorii. De asemenea, este frecvent ca copiii să aibă picioarele plecate, scolioza, lordoza, artrita, probleme cu flexibilitatea articulațiilor, probleme de respirație, infecții ale urechilor și dinți aglomerați.  Aceste probleme pot fi tratate cu chirurgie, bretele sau terapie fizică. 
Hidrocefalia este un efect sever asociat cu achondroplazia la copii. Această afecțiune apare atunci când lichidul cefalorahidian nu este capabil să curgă în și în afara craniului din cauza modului în care coloana vertebrală se îngustează.  Această acumulare de lichid este asociată cu un cap mărit, vărsături, letargie, dureri de cap și iritabilitate.  O chirurgie de șunt este efectuată în mod obișnuit pentru a trata această afecțiune, dar se poate face și o a treia ventriculostomie endoscopică. 

### Adulți
Adulții cu acondroplazie se confruntă adesea cu probleme de obezitate și apnee de somn. De asemenea, este tipic pentru adulți să sufere de amorțeală sau furnicături în picioare, din cauza compresiunii nervoase. 
Sarcina la femeile cu achondroplazie este considerată un risc mai mare. Femeile cu achondroplazie au, în general, copiii lor livrați prin secțiuni C pentru a preveni complicațiile care ar putea apărea cu o naștere naturală. 

## Epidemiologie
Acondroplazia este una dintre mai multe afecțiuni congenitale cu prezentări similare, cum ar fi osteogeneza imperfectă, displazie epifizară multiplă tarda, achondrogeneză, osteopetroză și displazie thanatoforică . Acest lucru face dificilă estimarea prevalenței, cu criterii de diagnostic schimbătoare și subiective în timp. Un studiu detaliat și de lungă durată din Olanda a constatat că prevalența determinată la naștere a fost de doar 1,3 la 100.000 de nașteri vii.  Un alt studiu în același timp a găsit o rată de 1 la 10.000.  

## Alte animale
Pe baza nanismului lor disproporționat, unele rase de câini au fost clasificate în mod tradițional drept „achondroplastice”. Acesta este cazul raselor dachshund, basset hound, corgi și bulldog .    Datele din studiile de asociere a genomului întreg la câinii cu membre scurte dezvăluie o asociere puternică a acestei trăsături cu o retro-codificare a genei pentru factorul de creștere a fibroblastului 4 ( FGF4 ).  Prin urmare, pare puțin probabil ca câinii și oamenii să fie achondroplastici din aceleași motive. Cu toate acestea, studiile histologice la unele rase de câine achondroplastice au arătat modele celulare modificate în cartilaj care sunt foarte asemănătoare cu cele observate la oameni care prezintă achondroplazie. 
O formă similară de achondroplazie a fost găsită într-o gunoaie de purcei de la o scroafă daneză fenotipic normală. Nanismul a fost moștenit dominant în urmașii din această gunoaie. Purceii s-au născut fenotipic normali, dar au devenit din ce în ce mai simptomatici pe măsură ce au ajuns la maturitate.  Aceasta a implicat o mutație a proteinei Colagen, de tip X, alfa 1, codificată de gena COL10A1. La oameni, o mutație similară (G595E) a fost asociată cu chrodrodysplasia metafizică Schmid (SMCD), o tulburare scheletică relativ ușoară, care este asociată și cu nanismul. 
Oaia Ancon acum dispărută a fost creată de oameni prin reproducerea selectivă a ovinelor domestice comune cu achondroplazie. Torsiunea de mărime medie combinată cu picioarele relativ mai mici produse de achondroplazie a fost evaluată pentru ca oile afectate să fie mai puțin susceptibile să scape fără a afecta cantitatea de lână sau de carne pe care fiecare oaie a produs-o. 

## Cercetare
Cercetările recente au descoperit că vosoritida crește viteza de creștere. 